# Móric Esterházy

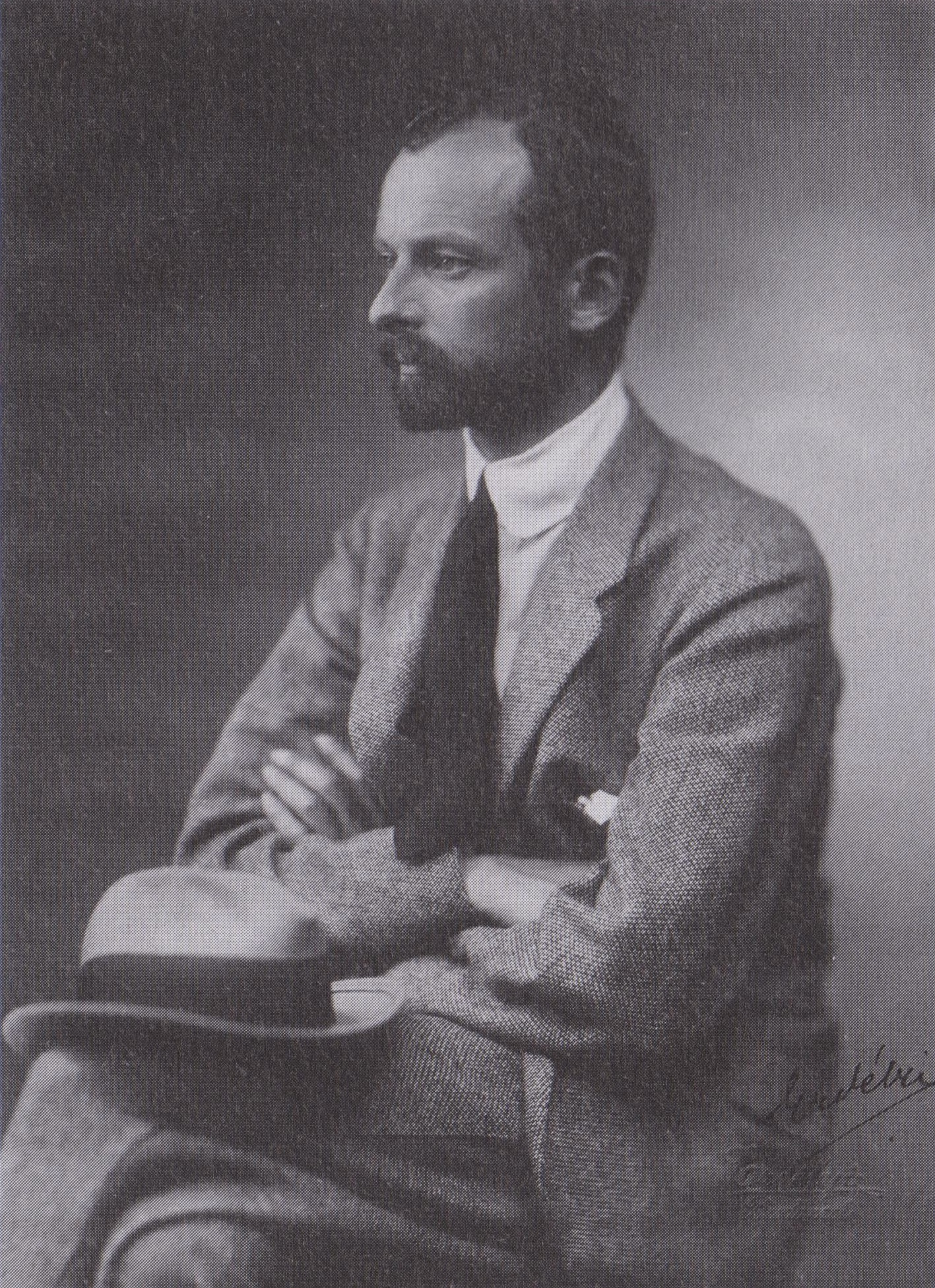
Móric Esterházy

Graaf Móric Esterházy de Galantha (Majk, 27 april 1881 - Wenen, 28 juni 1960) was een Oostenrijk-Hongaars politicus afkomstig uit de machtigste adellijke familie van Hongarije. 
Esterházy was niet alleen loyaal aan de machtige adel, maar wilde als Hongaars patriot ook het Hongaarse volk dienen. Op 5 juni 1917, na het ontslag van de premier István Tisza, benoemde koning Karel IV (Karel I van Oostenrijk) Esterházy tot premier. Reeds op 20 augustus 1917 zag hij zich gedwongen zijn ontslag in te dienen, omdat zijn regering en hij te weinig vertrouwen kregen van het parlement. Zijn opvolger als premier was Sándor Wekerle.
Esterhazy was getrouwd met gravin Margit Károlyi (1896-1975). Het echtpaar had vier kinderen.